# Michelin

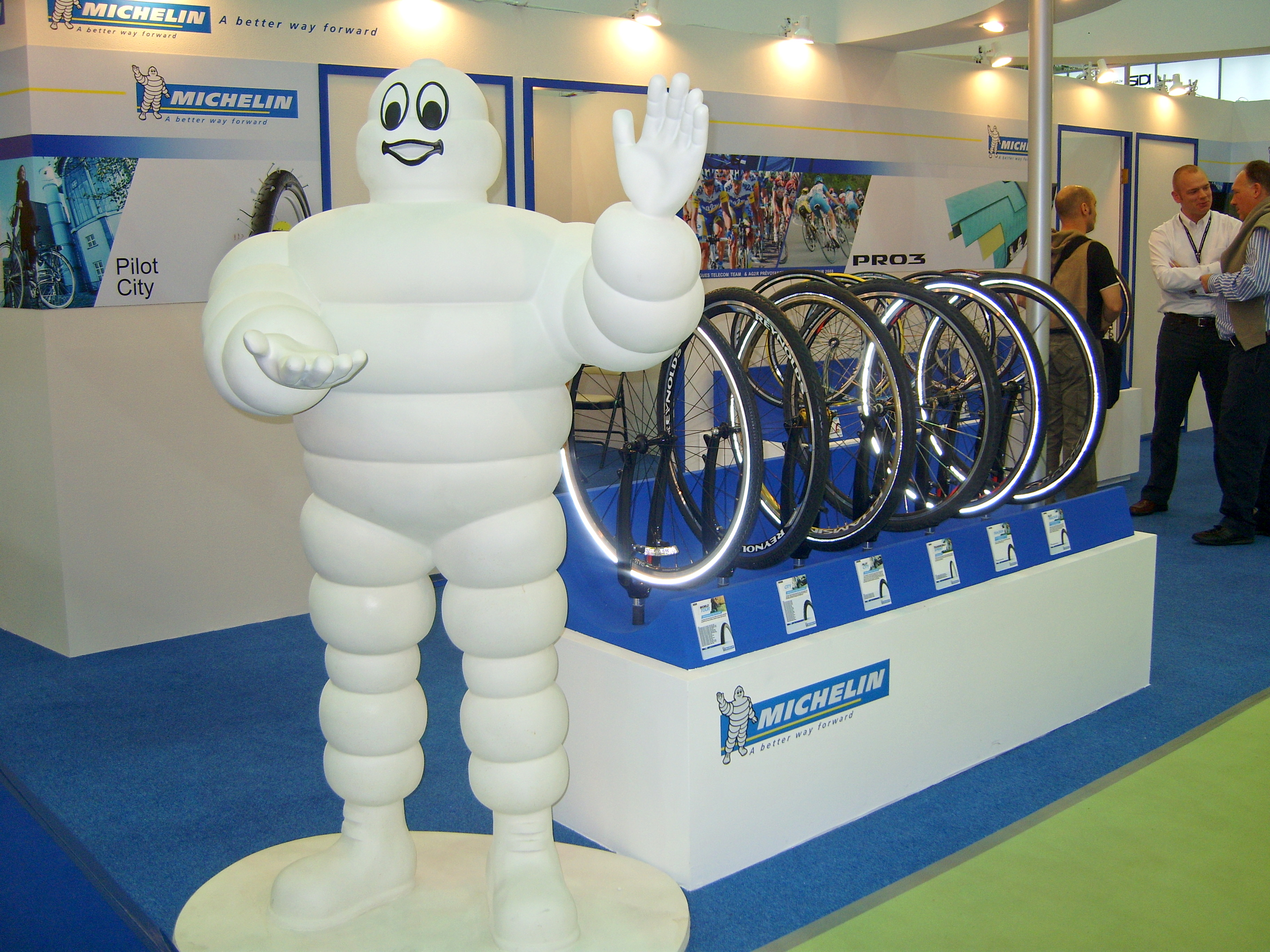
Bibendum – maskot Michelinu

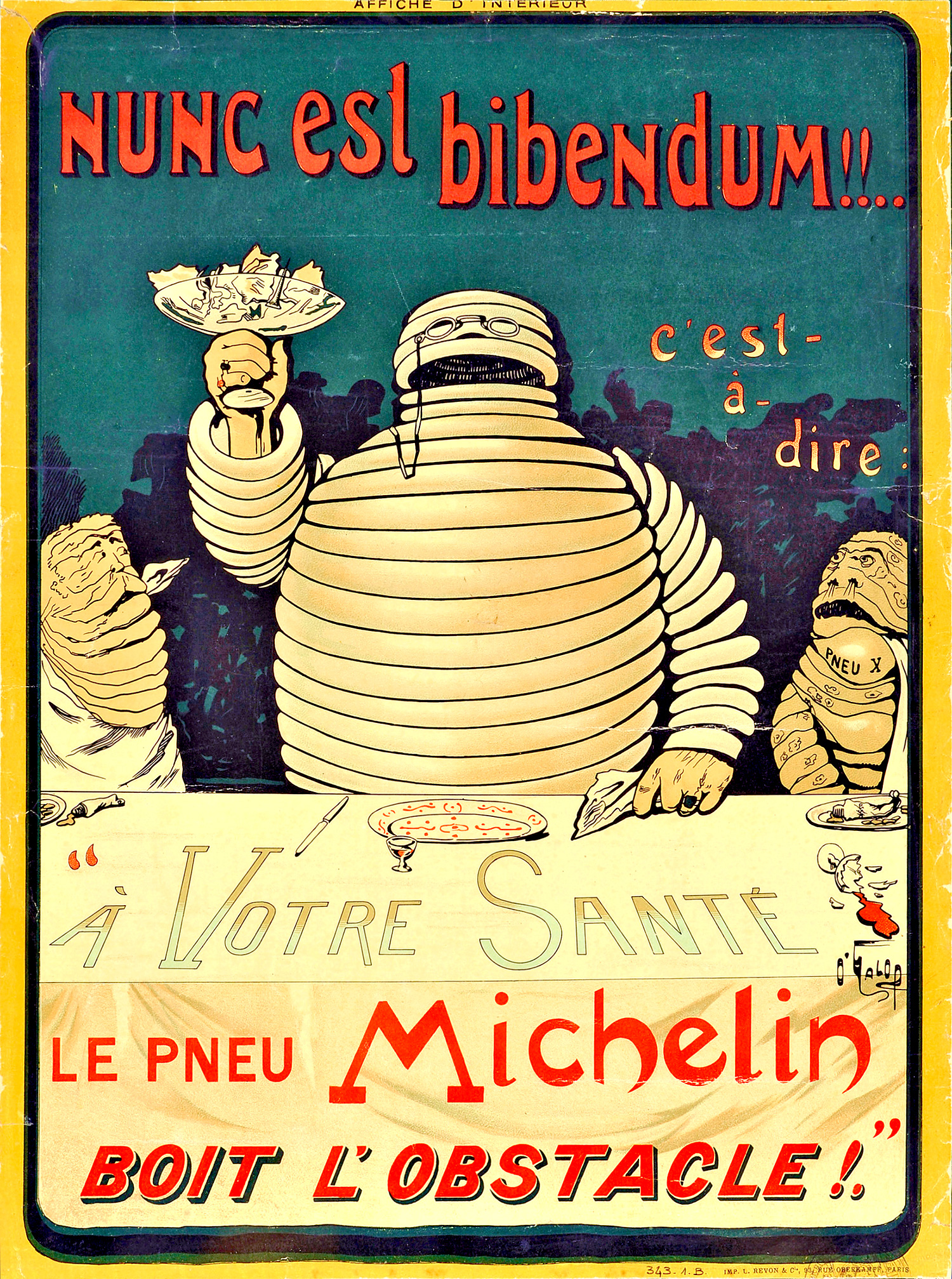
Plakát z roku 1898

Michelin [mišlén] (Manufacture Française des Pneumatiques Michelin, Compagnie Générale des Établissements Michelin) je francouzská společnost, která vyrábí pneumatiky, ale je známá rovněž vydáváním automap a průvodců nejlepších evropských restaurací. Nedílnou součástí loga firmy a maskotem je Michelin Man, tzv. Bibendum. Firmu založili 28. května 1889 bratři André a Édouard Michelin v Bruselu.[zdroj?] Centrála firmy sídlí ve francouzském městě Clermont-Ferrand. Do roku 2005 byla společnost největším světovým výrobcem pneumatik, v následujícím roce byla předstižena konkurenční firmou Bridgestone. V současnosti má Michelin 69 závodů v 19 zemích s více než 124 000 zaměstnanci. Pro firmu pracuje v technologických centrech v Severní Americe, Evropě a Asii více než 4 000 výzkumných pracovníků. Ročně je vyrobeno okolo 190 milionů pneumatik, 20 milionů map a průvodců. Prodeje činily v roce 2006 16 384 miliard €. V období mezi lety 1934–1976 Michelin vlastnil společnost Citroën.

## Historie
- 1891: Společnost Michelin registrovala první patenty na vyměnitelné a opravitelné pneumatiky.
- 1898: Vzniklo Bibendum, postavička, která je maskotem společnosti.
- 1900: Publikován první průvodce Michelin.
- 1905: Představení „běhounu Michelin“ s nýty, který poskytoval lepší přilnavost a trvanlivost pneumatik.
- 1910: Publikována první silniční mapa Michelin v měřítku 1:200.000.
- 1913: Vynález vyměnitelného ocelového kola.
- 1923: První nízkotlaká automobilová pneumatika (2.5 bar).
- 1926: První turistický průvodce Green Guide'.
- 1930: Patent na pneumatiku s integrovanou duší.
- 1946: Vynález radiální pneumatiky.
- 1979: Radiální pneumatika společnosti Michelin vyhrála závody Formule 1.
- 1981: Michelin X Air – první radiální pneumatika pro letadla.
- 1989: Společnost spustila na francouzské teletextové síti Minitel první online službu vyhledávání cestovních tras.
- 1993: Nový výrobní proces C3M.
- 1994: Představena pneumatika Michelin Energy s nízkým valivým odporem
- 1995: Na pneumatikách Michelin přistál raketoplán.
- 1996: Pneumatika s vertikálně ukotveným PAX Systémem.
- 1998: První ročník Challenge Bibendum, každoroční světová soutěž „čistých“ vozidel
- 2000: Mezinárodní porota zvolila Bibendum nejlepším logem všech dob.[zdroj?]
- 2003: Uvedení automobilového příslušenství značky Michelin na trh.
- 2004: Nový firemní slogan: „Michelin, nejlepší cesta dopředu.“
- 2005: Pneumatiky pro nový Airbus 2005 – uvedení první dvousložkové závodní pneumatiky schválené pro používání na silnicích, Michelin Power Race, na trh.
- 2006: Nové pneumatiky Michelin Durable Technologies.

## F1

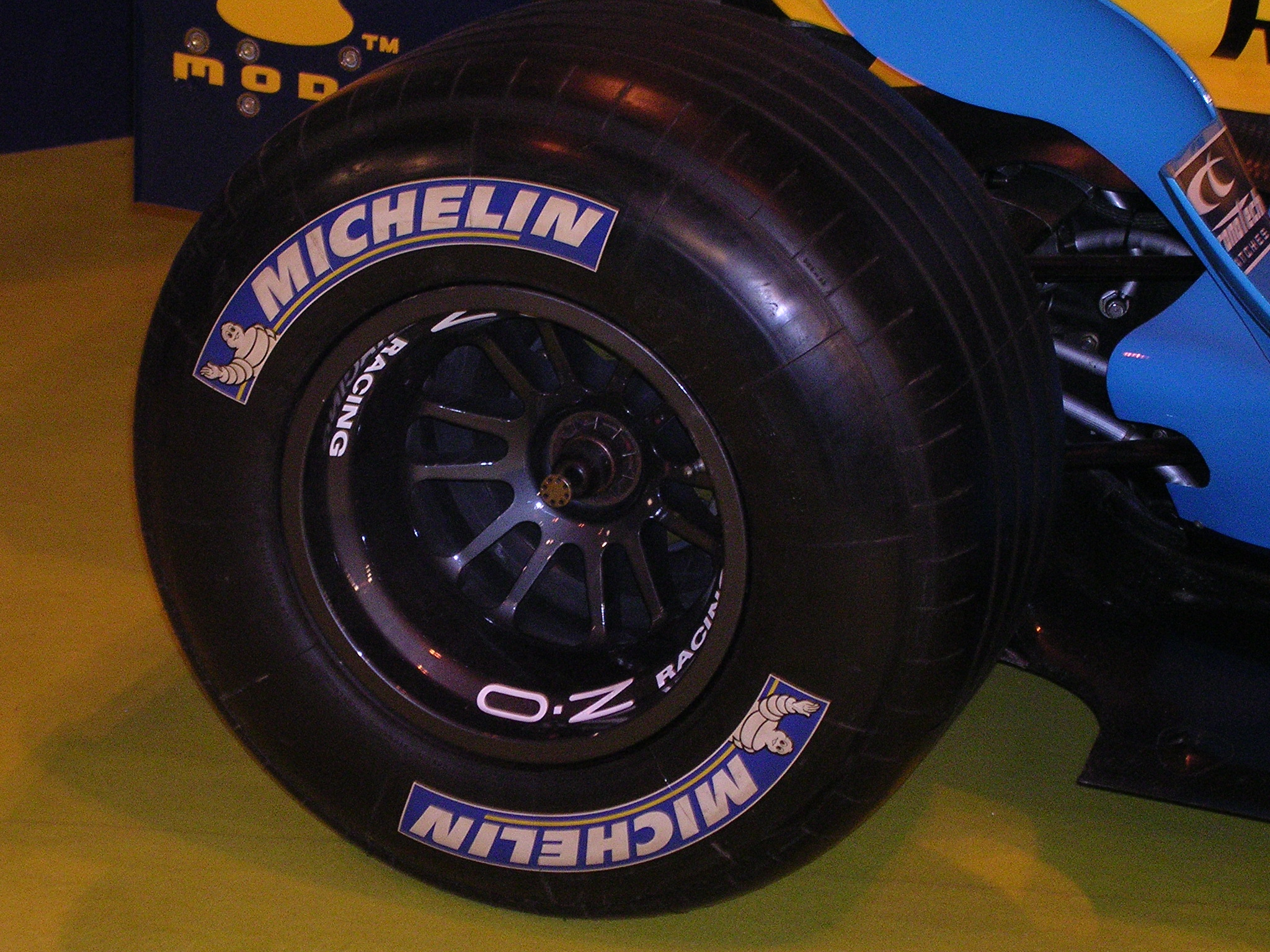
Pneumatika Michelin na voze Renault Formule 1

Michelin do roku 2006 společně s firmou Bridgestone dodával pneumatiky pro monoposty Formule 1. Michelin do F1 dodával pneumatiky do roku 1984 a pak znovu od roku 2001. Skončil opět po skončení sezóny 2006 z důvodu zvažovaného omezení na jediného dodavatele pneumatik pro celý seriál F1. Během svého působení se stal druhou nejúspěšnější firmou co do počtu získaných bodů. Celkem jich získal 3308,5.